# Syndroom van Werner
Het syndroom van Werner  is een verouderingsziekte, een progeriasyndroom. Het is een zeldzame aandoening. Bij het syndroom van Werner vindt de veroudering plaats in of na de puberteit, dit in tegenstelling tot progeria (syndroom van Hutchinson-Gilford of progeria infantilis), dat al op de vroege kinderleeftijd begint. Bij het syndroom van Werner lijken de patiënten vaak veel ouder dan ze zijn.  Het verouderingsproces bij deze patiënten is twee keer sneller dan normaal. Het syndroom werd in 1904 ontdekt door de Duitse oogarts Otto Werner en beschreven in zijn proefschrift.

## Oorzaak
De oorzaak is een erfelijke afwijking in het DNA van een enkel gen (WRN of RecQ3) op chromosoom 8 in band 8p11-12. Hierdoor ontbreekt het helicase-enzym en worden bepaalde processen van het DNA verstoord. Er is een versnelde verkorting van de telomeren, met als gevolg dat cellen korter leven. De aanleg voor het syndroom van Werner erft autosomaal recessief over.
Helicase is een groep enzymen die een belangrijke rol spelen bij de DNA-replicatie. Helicase zorgt voor despiralisatie van het DNA, zodat de chromatiden vrijkomen, scheiding van de chromosomen en het herstel van het DNA.

## Kenmerken
- Korte lichaamslengte
- Dunne armen en benen
- Vergrijzing en verlies van haar
- Verharding en strakker worden van de huid
- Een gevoelige en dunne huid (o.a voor zonlicht)
- Platvoeten
- Deformatie van handen en of voeten
- Grote romp in verhouding met de ledematen
- Vaak een puntvormige neus
- geen prepuberale groeispurt

## Behandeling
Er zijn geen specifieke behandelingen voor het syndroom van Werner. Wel kunnen sommige symptomen worden verlicht en sommige ernstige complicaties kunnen een kleine tijd worden uitgesteld.

## Erfelijkheid
Het syndroom is erfelijk. Wanneer beide ouders drager zijn van de afwijking hebben ze 25% kans op een kind met het syndroom van Werner. Het syndroom wordt vaker gezien in Japan en Sardinië, maar het kan over de hele wereld voorkomen. Het heeft niets met huidskleur of rassen te maken. Het syndroom komt over het algemeen voor bij 1 op de 1 miljoen mensen.

## Gevolgen van het syndroom
Het syndroom van Werner leidt tot een verkorte levensduur, veroorzaakt sclerodermie, botontkalking, suikerziekte en vetstofwisselingstoornissen, kaalheid en bovendien uitgebreide atherosclerose (‘aderverkalking') zoals bij normale veroudering. Andere gevolgen van het syndroom van Werner zijn cataract (staar) op relatief jonge leeftijd, spierdystrofie en een groot aantal gevallen van kanker, onder meer enkele vormen van kanker die vrijwel alleen voorkomen bij het syndroom van Werner. Patiënten overlijden op 40 tot 50-jarige leeftijd als gevolg van hartkwalen of kanker.